# Подорож до Сатурна
Подорож до Сатурна (дан. Rejsen til Saturn) — данська комп'ютерна анімаційна науково-фантастична комедія для дорослих 2008 року, знята Торбйорном Крістофферсеном і Крейгом Франком. Він був створений компанією A. Film A/S і заснований на однойменному коміксі Клауса Делорана 1977 року. Фільм розповідає про групу данських астронавтів, які відправляються на Сатурн у пошуках природних ресурсів.
У фільмі також зображені та висміюються кілька данських стереотипів і персонажів, як-от королівська сім'я, (тодішній) прем'єр-міністр Данії Андерс Фог Расмуссен, крайній правий політик Могенс Ґліструп, данський терапевт Карл Мар Мьоллер, мусульманські іммігранти, американські фішки, Ісус, а данцям бракує стилю та презентабельності взагалі.

## Сюжет
Ракета, яку підтримує компанія, вилітає з Данії, щоб досліджувати та підкорювати природні ресурси Сатурна. Екіпаж складається з схожого на астронавта Пер Дженсена, військового інструктора та сержанта-жорсткої лінії Арне Скрідсбола, офіцера із постачання Фіссе-Оле (Пусі-Оле), шеф-кухара і кейтеринга Джаміля Ахмадінежада, який зголосився, оскільки він провалив іспит на громадянство (і отримав ще один шанс), і двоє пілотів.
Після прибуття екіпаж вступає в контакт з інопланетянами, але стає очевидним, що керівник данської корпорації хоче вступити в змову з інопланетянами, щоб продати всю воду на Землі (крім Гренландії). Місія мала провалитися, і астронавти ніколи не повинні були повернутися додому. Інопланетяни очищають космічний корабель Землі та прямують на Землю по дорозі, дивлячись на частину земної здобичі — включаючи відеофільм, який вони вважають інструкціями щодо дружніх земних привітань, але насправді це німецький порнографічний фільм із зображенням великих сосисок.
Астронавти залишаються вмирати в космосі, але падають крізь чорну діру та приземляються на небесах, де вони отримують певну підтримку. Покидаючи Небеса під керівництвом Святого Духа у формі голуба, вони заправляються і повертаються на Місяць, де зустрічають кількох американських астронавтів на їхній секретній місячній ракетній базі (включно з кемпером для бідла, дробовиками та барбекю). Потім команда використовує американську систему космічного спостереження, щоб знайти центр змови про крадіжку води на Землі. Екіпаж повертається на Землю та рятує заручницю вченого (подругу Пера Дженсена) на установці після перестрілки з. Вони перемагають інопланетного монстра бочкою пива так само, як у Щелепах, і втікають із установки саме вчасно, коли її знищує ядерна бомба, надіслана з Місяця.
 